# Canal del Riu Swat
El canal del Riu Swat és una obra de irrrigació al Pakistan, a la regió de Peshawar, a la Província de la Frontera del Nord-oest, que agafa l'aigua utilitzada de la riba dreta del riu Swat, prop d'Abazai.
El canal principal fou obert el 1885 i el distributari del trans-Kalpani el 1899. El canal menor de Naushara fou construït el 1901. Hi ha diverses altres branques (com Dargai, Pehur, i Jahangira).